# Milan Rúfus
Milan Rúfus (Závažná Poruba, 10 dicembre 1928 – Bratislava, 11 gennaio 2009) è stato un poeta, saggista e scrittore slovacco.

## Biografia
Nacque a Závažná Poruba, nel distretto di Liptovský Mikuláš, in Cecoslovacchia.
A Liptovský Mikuláš frequentò il liceo dove si diplomò nel 1952.
Fu poi studente di lingua slovacca e storia all'Università Comenio di Bratislava. Fu poi professore alla medesima università di storia delle letterature ceca e slovacca. Nell'anno accademico 1971-72 insegnò a Napoli lingua e letteratura slovacca. Dal 1990 alla sua scomparsa visse in pensione a Bratislava.
Rúfus pubblicò le sue prime poesie negli anni quaranta e la sua prima raccolta, Až dozrieme ("Fino a quando cresciamo") nel 1956. Seguirono un'altra ventina di opere poetiche. Modlitbičky za dieťa ("Preghierine per bambini") è stata reputata la sua migliore raccolta. Fra le sue opere mature si possono ricordare Báseň a čas ("Poesia e tempo") nel 2005 e Vernosť ("Fedeltà") nel 2007.
In un saggio del 1968, Človek, čas a tvorba ("La persona, il tempo e la Creazione"), esaminò la relazione tra la poesia e la verità e il tempo.

## Premi e riconoscimenti
Rúfus, le cui opere sono state tradotte in 15 lingue, fu candidato per tre volte al Premio Nobel per la letteratura a partire dal 1991. Fu il primo vincitore del Crane Summit Award per la poesia nel 2008. Come parte del premio, le sue opere saranno tradotte in cinese.